# Gerhard Wagner (Soziologe)
Gerhard Adam Wagner (* 27. November 1958 in Donzdorf) ist ein deutscher Soziologe. Er ist Professor für Soziologie an der Goethe-Universität Frankfurt am Main.

## Leben
Wagner studierte Soziologie und Politikwissenschaft an der Universität Heidelberg, wurde 1992 an der Universität Bielefeld promoviert, wo er sich 1998 auch habilitierte. Nach Lehr- und Forschungstätigkeiten in Heidelberg, Bielefeld, Leipzig, Universität Würzburg und Zürich folgte er 2004 einem Ruf an die Goethe-Universität Frankfurt am Main auf eine Professur für Soziologie mit dem Schwerpunkt Wissenschaftstheorie/Logik der Sozialwissenschaften.
Seine Forschungsschwerpunkte sind: Wissenschaftsforschung, Kultursoziologie und Politische Soziologie. Er ist u. a. Herausgeber der methodologischen Schriften Max Webers im Rahmen der Max-Weber-Gesamtausgabe (MWG I/7).

## Schriften (Auswahl)
als Autor
- Gesammelte Aufsätze zur Wissenschaftslehre Max Webers. Harrassowitz, Wiesbaden 2022, ISBN 978-3-447-11776-0.
- Die Wissenschaftstheorie der Soziologie. Ein Grundriß. Oldenbourg, München 2011, ISBN 978-3-486-58685-5.
- Paulette am Strand. Roman zur Einführung in die Soziologie. Velbrück Wissenschaft, Weilerswist 2008, ISBN 978-3-938808-52-8.
- Eine Geschichte der Soziologie (UTB; Bd. 2961). UVK-VG, Konstanz 2007, ISBN 978-3-8252-2961-0.
- Projekt Europa. Zur Konstruktion europäischer Identität zwischen Nationalismus und Weltgesellschaft. Edition Philo, Berlin 2005, ISBN 3-86572-509-0.
- Auguste Comte zur Einführung. Junius-Verlag, Hamburg 2001, ISBN 3-88506-335-2.
- Herausforderung Vielfalt. Plädoyer für eine kosmopolitische Soziologie. Universitätsverlag Konstanz, Konstanz 1999, ISBN 3-87940-669-3.
- Gesellschaftstheorie als politische Theologie? Zur Kritik und Überwindung der Theorien normativer Integration (= Soziologische Schriften, Bd. 60). Duncker & Humblot, Berlin 1993, ISBN 3-428-07756-3.
- Geltung und normativer Zwang. Eine Untersuchung zu den neukantianischen Grundlagen der Wissenschaftslehre Max Webers. Alber, Freiburg/Br. 1987, ISBN 3-495-47635-0.

als Herausgeber
- Kraft Gesetz. Beiträge zur rechtssoziologischen Effektivitätsforschung. VS-Verlag, Wiesbaden 2010, ISBN 978-3-531-17645-1.
- Eine Freundschaft, die ein Leben ausgehalten hat. Briefwechsel 1938–1959 Alfred Schütz – Eric Voegelin. UVK-VG, Konstanz 2004, ISBN 3-89669-699-8.
- Communicating in the Third Space (Routledge Research in cultural and media studies; Bd. 18). Routledge, New York 2009, ISBN 978-0-415-96315-2 (zusammen mit Karin Ikas).